# Manchoc
Manchoc är en ort i Mexiko.   Den ligger i kommunen San Martín Chalchicuautla och delstaten San Luis Potosí, i den sydöstra delen av landet, 220 km norr om huvudstaden Mexico City. Manchoc ligger 287 meter över havet och antalet invånare är 755.
Terrängen runt Manchoc är huvudsakligen kuperad, men åt sydväst är den platt. Runt Manchoc är det ganska tätbefolkat, med 90 invånare per kvadratkilometer. Närmaste större samhälle är Tampacan, 7,4 km nordväst om Manchoc. Omgivningarna runt Manchoc är en mosaik av jordbruksmark och naturlig växtlighet.